# Tarangnan
Tarangnan è una municipalità di quinta classe delle Filippine, situata nella Provincia di Samar, nella regione di Visayas Orientale.
Tarangnan è formata da 41 baranggay:
- Alcazar
- Awang
- Bahay
- Balonga-as
- Balugo
- Bangon Gote
- Baras
- Binalayan
- Bisitahan
- Bonga
- Cabunga-an
- Cagtutulo
- Cambatutay Nuevo
- Cambatutay Viejo
- Canunghan
- Catan-agan
- Dapdap
- Gallego
- Imelda Pob. (Posgo)
- Lahong
- Libucan Dacu

- Libucan Gote
- Lucerdoni (Irong-irong)
- Majacob
- Mancares
- Marabut
- Oeste - A
- Oeste - B
- Pajo
- Palencia
- Poblacion A
- Poblacion B
- Poblacion C
- Poblacion D
- Poblacion E
- San Vicente
- Santa Cruz
- Sugod
- Talinga
- Tigdaranao
- Tizon